# Rashad Wright
Rashad Wright (nacido el 17 de marzo de 1982 en Statesboro, Georgia) es un exjugador de baloncesto estadounidense que desarrolló toda su carrera profesional en clubes europeos. Con 1,98 metros de estatura, jugaba en la posición de base.

## Trayectoria deportiva

### Universidad
Jugó cuatro temporadas con los Bulldogs de la Universidad de Georgia, en las que promedió 8,9 puntos, 2,7 rebotes y 4,9 asistencias por partido.

### Profesional
Fue elegido en la quincuagésimo novena posición del Draft de la NBA de 2004 por Indiana Pacers, pero no llegó a fichar por el equipo. Se desplazó a Europa, fichando primero por el Bosna Sarajevo y al año siguiente por el equipo griego del Panionios B.C., regresando a los Balcanes en 2005 para fichar por el KK Hemofarm Vršac serbio, con los que promedió 13,1 puntos y 3,6 asistencias por partido en la ABA Liga.
Al año siguiente jugó en el BC Oostende belga, y en 2007 fichó por el Anadolu Efes S.K. turco, con los que disputó nueve partidos, en los que promedió 7,3 puntos y 2,2 rebotes. En 2008 se marchó a la Basketball Bundesliga para jugar dos temporadas en el ALBA Berlin, con los que ganó la Copa de Alemania en 2009. De ahí pasó al PAOK Salónica BC y posteriormente al Chorale Roanne Basket, donde promedió 8,2 puntos y 3,5 asistencias por partido. Acabó su carrera en el GSS Keravnos Nicosia de la liga de Chipre.